# Трауготт Гербер

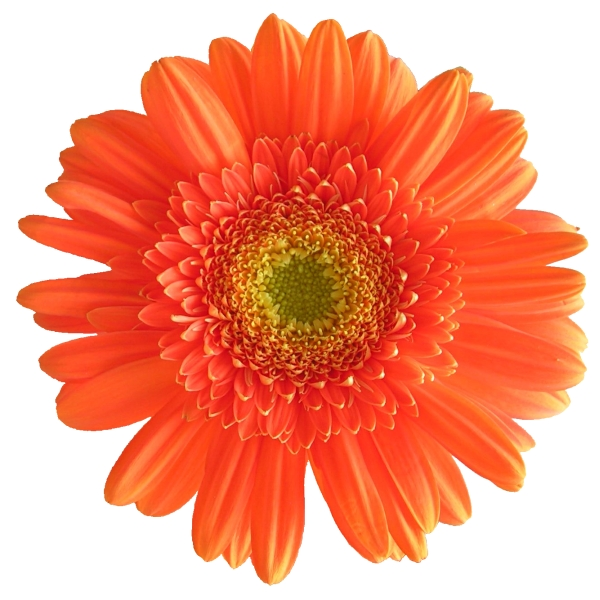
Квітка гербери — рослини, названої на честь Трауготта Гербера

Трауготт Гербер (нім. Traugott Gerber, 1710—1743) — німецький лікар, Доктор медицини (1735), ботанік і мандрівник, який тривалий час працював у Російській імперії. Директор Аптекарського огороду в Москві.
На його честь названо рід Гербера (Gerbera) — декоративні багаторічники родом з Південної Африки.
Навчався у Лейпцизькому університеті. У 1735 році Гербер представив до захисту дисертацію «De Thoracibus» та отримав ступінь доктора медицини. У тому ж році за протекцією особистого лікаря імператриці Анни Іоанівни Гербер отримав місце директора Аптекарського огороду у Москві — ботанічного саду для вирощування лікарських рослин.
У 1739—1741 роках Гербер зробив декілька поїздок по Росії по Волзі, Дону та Слобожанщині для збору рослин. Його ботанічні рукописи по флорі Росії (Flora Wolgensis, Flora Samarcensis Tatarica та Flora Moscuensis) поширювалися у списках та були добре відомі ботанікам-сучасникам, у тому числі Карлу Ліннею.

## Наукові праці
- Flora Tanaiensis seu conspectus plantarum in desertis Voronicensibus, Tavroviensibus etaliis collectarum etsiccatarum (копія Flora Tanaensis Per Provinciam Woronicensem a Tawrow ad Tanaim majorem et Per tractum Bielgrodensem ad Tanaim minorem Collectarum et siccatarum opera з доповненням Plantae Lubenenses et Parvae Russiae Gerberi) (лат.). Рукопис 1741 р.
- Flora Mosquensis et quae exoticae in horto coluntur (лат.). Рукопис 1742 р.
- Flora Volgensis seu plantae ad fluvium Volgam, in desertis circa Simbirsk, Samara, Saratov, Zarizyn et interdui per tractum Tanaiensium Gosacorum et deserta Tamboviensia observatae (лат.). Рукопис.

## Вшанування
У 1738 году голландський ботанік Ян Гроновіус назвав на честь Трауготта Гербера рід рослин Гербера родини Айстрові. Карл Лінней включив цей рід у свою систему та опублікував у роботі Species Plantarum. Оскільки з точки зору Міжнародного кодексу ботанічної номенклатури наукові назви рослин, оприлюднені до 1 травня 1753 року, не важвються дійсно оприлюдненими, Лінней формально є автором назви цього таксона та наукова назва роду записується як Gerbera L.